# 六扇门 (电视剧)
《六扇门》，是一部中国大陆明朝古装传奇剧，由海宁金泽影视文化传播有限公司2015年制作发行，由唐迪执导，黄京制片，唐海岩担任监制，由林峯、方中信及迪丽热巴领衔主演，及由孙耀琦、应昊茗、何中华及黄文豪等联合主演，罗晋特别出演。於2015年3月8日在横店开镜拍摄，并于同年6月16日杀青，在2016年6月20日腾讯视频上独家播出。香港于2017年5月15日在奇妙77台播映。台灣OTT由LiTV 線上影視、MyVideo全劇上架。

## 播放平台
| 頻道               | 所在地         | 首播日期      | 播出時間                     | 備註         |
| ------------------ | -------------- | ------------- | ---------------------------- | ------------ |
| 腾讯视频           | 中华人民共和国 | 2016年6月20日 |                              |              |
| Astro全佳HD        | 马来西亚       | 2016年8月31日 | 星期一至四 20:30 - 21:30     |              |
| 佳乐台             | 新加坡         | 2016年9月30日 | 星期一至五 22:00             | 9月巨5霸巨献 |
| 奇妙77台           | 香港           | 2017年5月15日 | 星期一至五 20:30 - 21:30     | 雙語廣播     |
| Channal 3 SD (28)  | 泰國           | 2017年7月26日 | 每个星期二-星期四21.00-22.00 |              |
| Astro喜悦HD        | 马来西亚       | 2018年3月16日 | 星期一至五20:30-21:30        |              |
| 有線劇集台         | 香港           | 2018年3月20日 | 星期一、二 13:00 - 14:00     | 雙語廣播     |
| 泰國第3電視台 (33) | 泰國           | 2020年11月6日 | 周一-周五01.18-01.48         |              |

## 劇情大綱
明朝中叶，老皇帝明憲宗（宋運成飾）昏迷不醒，立储之事悬而未决，皇太子朱祐樘（王德楓飾）和「齐王」（實為涇陽王）朱見溢（方中信飾）觊觎皇位，明争暗斗。此时京城惊现连环杀人案，朝廷责成京师六扇门办理案件，六扇门统带申梓木（黄文豪饰）本想和稀泥，其實是不希望兒子申力行（林峯飾）捲入宮廷紛爭，所以千方百計阻攔兒子進六扇門，但申力行卻不忍真相埋没，并且天赋异禀，以个人之躯拨开重重迷雾迅速破案，但在破案之后却卷入了更大的权力的斗争，揭开了宫廷斗争的序幕。

## 演員陣容

### 主要角色
| 演员                    | 角色           | 粤语配音 （奇妙電視） | 身份 | 备注 |
| 林峯                    | 申力行         | 陳健豪                | 六扇门统带申梓木的兒子。最初加入六扇门時為带刀捕快，後獲皇上加封其為六扇門副統帶，之後再成為六扇门统带 （真實身份為老皇帝（即明憲宗）與萬貴妃誕下的大皇子） | 天資聰穎，智商極高、心思缜密，侠肝义胆，为子孝，为臣忠。為六扇门统带申梓木的儿子，一心想进入六扇门，伸張正義。後來京城发生連環殺人命案，六扇门统带申梓木本想和稀泥，但申力行不忍真相被埋没，拨开重重迷雾，在破案之后却卷入了更大的权力的斗争。後來父親申梓木被殺慘死街頭後，申力行獲皇上親口下旨繼承六扇门统带一職；父親被殺一事亦大大影響了申力行與蘇溢清二人之間的感情。 第36集申力行從申梓木生前的一名好友、亦是自己的世叔伯李威口中得知當年從江陵及林蓉手中帶走大皇子並偷運出宮的禁軍首領張永竟便是自己父親申梓木。此事令申力行糾結應否再追查及尋回皇子。 第37集申力行突然失蹤更從龔元枚口中得知自己真正身份便是當年出宮後失蹤的大皇子，對自己的將來更感迷茫，當天晚上齊王與申力行奉旨覲見皇上，最終證實申力行是大皇子的身份，皇上龍顏大悅並與申力行父子相認。 第38集淪為朝廷欽犯被東廠圍捕，後與齊王及蘇溢清逃出京城逃到關外鐵嶺衛的薊遼總督軍營投靠薊遼總督張强。 第39集：申力行眼見齊王為迫張強跟隨自己起兵謀反對待張強及其妻兒的手段是如此殘暴後對齊王死心，決意獨自離開齊王，但最後因捨不得蘇溢清而放棄；後來申力行從張強口中得知「蘇溢清是單青的親生女兒」，明白自己不能再與蘇溢清在一起，加上齊王與單青的密切關係，而張強甚至指單青殺申梓木是齊王一手策劃的，更令申力行決心離開齊王，並勸告張強一同離開，但張強以齊王用其妻兒性命威脅自己而拒絕，最終申力行獨自離開薊遼總督軍營，但半路即失手被東廠太監捉拿，更被打暈押解回京城關押在東廠大牢。之後申力行在東廠大牢獲趙無極探訪並被趙無極要求自己承認冒充大皇子。 第40集申力行在皇上御駕親征討伐齊王前覲見皇上並承認冒充大皇子，後要求被關押在東廠大牢，獲皇上批准。之後他獲趙無極告知齊王被殺死以及蘇溢清被押解回京城並關押在刑部大牢的消息，認為百姓終於可逃過戰禍，另外他知道蘇溢清仍活著安好便感安心而不需再見她。之後申力行在東廠大牢內遇見被革職查辦收監的劉吉及徐尉，及後見證著二人被皇上御賜兩杯毒酒賜死。 在本劇結局時，申力行獲皇上下旨赦免他的罪，皇上又把親筆手諭由趙無極轉交申力行手上讓申力行可到刑部大牢接蘇溢清出獄。申力行出獄後去找言亦冬，請言亦冬幫忙到刑部大牢接蘇溢清出獄，指自己不知如何面對蘇溢清，又把申梓木臨死前從單青身上拔下的腰帶扣交給蘇溢清，指蘇溢清自會明白一切（他暗示自己與蘇溢清不能再在一起），最後在某幢建築物上遙望著她離開的背影。 |
| 方中信                  | 「齐王」朱見溢 | 楊啟健                | 山東藩王（真實爵位應為涇陽王）；皇上的親弟弟，蘇溢清養父；單青一生最愛的男人                                                                                | 皇上病重，齐王奉旨從山東进京，一路上被人追杀，其手下孫鑫亦因救齊王被殺手殺死，幸好於通州獲得申力行相救才脫險（參見第1集）。因老皇帝（即齊王親兄長）昏迷不醒，立储之事悬而未决，齐王觊觎皇位，私交薊遼總督張强，与皇太子及內閣首辅大臣刘吉明争暗斗。 第37集齊王從趙無極口中得知皇上（即自己皇兄）已立皇太子朱祐樘為儲君後仍一心希望尋找當年出宮後失蹤的大皇子以希望能改變皇兄立儲的決定。 在第37集齊王與申力行奉旨晚上覲見皇上，最終證實申力行是大皇子的身份，皇上龍顏大悅並與申力行父子相認。但二人面聖後的當天晚上皇上便突然駕崩並由皇太子朱祐樘繼承皇位，而齊王得知皇上駕崩及皇太子繼位的消息後，深知自己處境及性命岌岌可危，新皇帝及薛皇太后絕不會放過自己一夥人，遂連夜與申力行及蘇溢清離開齊王府逃出京城，但在王府花園便遭到趙無極派出自己手下小栓子帶領東廠一行人圍捕。 第38集齊王與申力行及蘇溢清一併淪為朝廷欽犯，逃出京城逃到關外鐵嶺衛的薊遼總督軍營投靠薊遼總督張强。 第39集宣佈起兵謀反爭奪皇位，而為迫張強跟隨自己起兵竟先點了張強穴道使其動彈不得，更派蘇溢清綁架其妻兒及要脅殺死其兒子迫張強就範，終逼使張強同意隨自己「討逆」（齊王口中的「逆」是指以前的皇太子，即現在的新皇帝朱祐樘）。後來齊王因為張强勸申力行離開了自己，自己失去了申力行這個大皇子，謀反頓變「師出無名」而勃然大怒，除了與張强在軍營外打了一頓，更因張强無論如何都不肯交代申力行下落而當著張强及其兒子面前一刀殺死其妻子。齊王發現蘇溢清欲帶張强兒子離開，蘇溢清本想阻擋齊王，最終齊王一刀殺死張强兒子。 第40集皇上率領大明軍隊在山海關御駕親征討伐齊王，齊王剛愎自用逼眾將士拼死抵抗否則斬首，後來他更一刀殺死張強，蘇溢清刺了齊王腰間一刀，齊王之後帶著蘇溢清和殘餘士兵逃出軍營外負隅頑抗，此時明軍放箭射死所有士兵，最終齊王為保護蘇溢清亦被明軍亂箭射死。齊王死後仍獲皇上下旨按照王爺規則厚葬。 |
| 迪丽热巴 （童年：劉暢） | 苏溢清         | 程文意                | 齐王养女，單青的徒弟（實際為單青的親生女兒，但母女從未相認，蘇溢清甚至從來不知單青為自己親生母親，甚至在單青死時亦不能見她最後一面）                        | 性格豪爽、智勇双全的侠女。从小被齐王收养长大，以保护齐王安危为己任，在跟随齐王回到京城后，与六扇门捕快申力行互生情愫，智勇双全的她，保护和協助生命中最重要的两个人成了她的人生使命。 第27集無意中與失蹤多年的師傅單青見面相認，但後來因為單青誤殺申力行之父親、即六扇門統帶申梓木一事而對申力行感到內疚以及不知如何面對申力行，二人感情亦大受影響。 第37集蘇溢清、言亦冬與李威為了尋找突然失蹤的申力行到通州找龔元枚，得知申梓木、龔元枚及李威三人不僅是多年好友，三人更是20多年前一起出宮的禁軍，之後為躲避皇后等人追殺遂隱藏大皇子的秘密，隱姓埋名地在通州生活；蘇、言二人最終更從龔元枚口中得知當年出宮後失蹤的大皇子竟然便是現在的申力行。 第38集淪為朝廷欽犯被東廠圍捕，後與齊王及申力行逃出京城逃到關外鐵嶺衛的薊遼總督軍營投靠薊遼總督張强。 第39集蘇溢清獲張强告知她是單青的親生女兒、齊王與單青20多年前一切往事，令她大感震驚、難以接受，張强又勸蘇溢清離開齊王，但遭到蘇溢清斷然拒絕及拒絕相信這一切。蘇溢清後來想清楚欲帶張强兒子去找張强讓兩父子一同離開，可惜被齊王發現，她本想阻擋齊王，但可惜最終被齊王一刀殺死張强兒子。 第40集皇上率領大明軍隊在山海關御駕親征討伐齊王，最終齊王為保護蘇溢清被明軍亂箭射死，而蘇溢清則完全沒受傷被押解回京城並關押在刑部大牢。 在本劇結局時，申力行獲皇上下旨赦免他的罪，皇上又把親筆手諭由趙無極轉交申力行手上讓申力行可到刑部大牢接蘇溢清出獄。申力行出獄後去找言亦冬，請言亦冬幫忙到刑部大牢接蘇溢清出獄，指自己不知如何面對蘇溢清，又把申梓木臨死前從單青身上拔下的腰帶扣交給蘇溢清，暗示自己與蘇溢清不能再在一起。蘇溢清出獄時見大牢外接她的人是身穿六扇門統帶服裝便以為是申力行，那人轉身卻是言亦冬。蘇溢清從言亦冬手上收到申梓木臨死前從單青身上拔下的腰帶扣後開始流淚，一直回憶自己與申力行的往事，明白自己不能再與申力行在一起，邊走邊哭，完全不知道申力行就在她身後的某幢建築物上遙望著她離開的背影。 |
| 孙耀琦                  | 曹懿恩         |                       | 皇子老师曹渊的女儿 | 知书达理，但後來因父親曹淵突然被神秘人殺害，曹懿恩成为內閣首辅大臣刘吉利用的工具，誤信劉吉所說一口咬定申力行為殺父仇人而踏上了为父报仇之路。而且後來皇上把曹家抄家，她一夜之间从大家闺秀淪落到家破人亡，再加上其娘親病逝後沒有錢安葬時獲妓院萬花樓老闆娘給予錢財救濟，表面上為助曹懿恩葬母，實際上暗中迫曹懿恩在賣身契上打上手指模，令曹懿恩被迫成為萬花樓花魁還債。 第26集因殺害御醫松太醫被六扇門逮捕，到了第32集時因為刑部安排囚犯秦寶為曹懿恩頂下殺人罪並判處死刑，曹懿恩脫罪得以無罪釋放。 曾短暫與言亦冬發生感情，但一切全是劉吉利用她作棋子，利用她離間言亦冬與申力行之間的兄弟情從而對付申力行與齊王一夥。 第34集在萬花樓被單青一劍刺死。 |
| 應昊茗                  | 言亦冬         | 杜景煜                | 六扇門捕快，在本劇結局時由申力行口中得知言亦冬已成為成為六扇門副統帶；申梓木的徒弟；申力行的好兄弟，與申力行情同手足，猶如親兄弟一樣                        | 重情重義，資質駑鈍，心思單純。曾經夢想著做武狀元的小捕頭，與申力行情同手足，猶如親兄弟一樣，協助申力行辦案。 曾短暫與曹懿恩發生感情，但一切全是劉吉利用曹懿恩作棋子，利用她離間言亦冬與申力行之間的兄弟情從而對付申力行與齊王一夥，後來言亦冬親眼見曹懿恩在萬花樓被殺令他傷心欲絕。 第37集蘇溢清、言亦冬與李威為了尋找突然失蹤的申力行到通州找龔元枚，得知申梓木、龔元枚及李威三人不僅是多年好友，三人更是20多年前一起出宮的禁軍，之後為躲避皇后等人追殺遂隱藏大皇子的秘密，隱姓埋名地在通州生活；蘇、言二人最終更從龔元枚口中得知當年出宮後失蹤的大皇子竟然便是現在的申力行。 在本劇結局時，言亦冬受出獄後的申力行所托，幫忙到刑部大牢接蘇溢清出獄，並按申力行要求把申梓木臨死前從單青身上拔下的腰帶扣交給蘇溢清，及叫蘇溢清不要再找申力行，因他已離開。 |

### 其它角色
| 演员                      | 角色                | 粤语配音 （奇妙電視） | 身份 | 备注 |
| 郭芮溪                    | 龚芮溪              | 姜嘉蕾                | 申力行未婚妻 | 与申力行从小青梅竹马。由於申力行在破案的过程中不知不觉的爱上了另外一个女子（該女子真正身份為齊王養女蘇溢清），令龚芮溪感觉受到了威胁，为了维护自己的爱情，于是用各种搞笑的方式旁敲侧击，希望能暗示申力行早日与自己成亲。但申力行一直只當龔芮溪是妹妹，從沒有男女之間的愛情，最終申力行父親申梓木暗中向龔家解除了力行芮溪二人的婚約。第13集為救申力行助其逃獄被錦衣衛亂箭射死。 |
| 何中华                    | 赵无极              |                       | 司礼监首领太监 | 东厂头目，為老皇帝身边的亲信，權傾朝野，擅长审时度势，圆滑世故。联手齐王对付首辅大臣刘吉，但趙無極與齊王只有利益關係，在皇太子繼位後即與齊王反目並派東廠太監圍捕失勢的齊王一夥。 在第37集皇上駕崩以及皇太子朱祐樘繼承皇位後，趙無極深知自己處境及性命岌岌可危，新皇帝及薛皇太后絕不會放過自己，為保自己性命趙無極被迫派出自己手下小栓子帶領東廠一行人到齊王府圍捕欲連夜離開齊王府逃出京城的齊王、申力行及蘇溢清。 第38集派出自己手下小栓子帶領東廠一行人到關外鐵嶺衛的薊遼總督軍營圍捕逃到當地的齊王、申力行及蘇溢清。 趙無極在第40集被皇上派人在膳食中下毒賜死，最終吐血毒發身亡。 |
| 黄文豪                    | 申梓木              | 黃啟明                | 六扇门统带，前朝阴谋中活下来的倖存者（真實身份為前禁軍首領張永）；申力行的父親（實際為養父）                                                     | 表面上只想和稀泥，其实是不希望儿子申力行卷入宫廷纷争，所以千方百计阻拦儿子进六扇门，后默默帮助儿子破案。第27集於大街上被單青誤會自己與錦衣衛同流合污，與她打鬥時被單青用武功與鋼針誤殺身亡。申梓木死後，六扇门统带一職由其兒子申力行繼承。 第36集申力行從申梓木生前的一名好友、亦是自己的世叔伯李威口中得知當年從江陵及林蓉手中帶走大皇子並偷運出宮的禁軍首領張永竟便是自己父親申梓木。 |
| 宋运成                    | 明憲宗朱见深        |                       | 老皇帝（在第37集末駕崩）；齊王親兄；申力行的親生父親                                                                                             | 體弱多病，昏迷不醒。第37集立皇太子朱祐樘為儲君。後來皇上下旨要趙無極找齊王，要齊王帶申力行晚上覲見：齊王、趙無極及申力行向皇上講出當年薛皇妃（即當今皇后）指使江陵、林蓉二人「狸貓換太子」換走萬貴妃誕下的大皇子一事、宮中當年發生瘟疫而宮中完全沒有紀錄一事，以及江陵被劉吉下令用毒箭射死一事，令皇上龍顏大怒以為三人戲弄自己及犯了欺君之罪來誣陷皇后及劉吉一夥，但後來三人講起當年從江陵及林蓉手中帶走大皇子並偷運出宮的禁軍首領張永竟便是六扇門前統帶申梓木加上大皇子不僅尚在人間更在皇上眼前（便是申力行）, 及皇上自己回憶起當年往事想起大皇子左手手臂有胎記，之後拿起申力行左手手臂一看竟然真的發現胎記，終證實當年是薛皇妃（即當今皇后）殺人滅口以及申力行是大皇子的身份，皇上龍顏大悅並與申力行父子相認。 第37集最後部份講述薛皇后在皇上召見齊王與申力行後的當晚覲見皇上並送了一碗當中混有毒藥的梨湯給皇上喝，皇上喝完毒梨湯後與薛皇后爭吵一頓後被她氣得吐血倒地不醒後駕崩，由皇太子朱祐樘繼承皇位（是為明孝宗）。 |
| 邱箫婵                    | 林蓉 （年輕時代）   |                       | 前皇后身边的得力亲信，出宮後隱姓埋名並改名焦溪在河間府生活；江陵的表妹                                                                           | 帮助申力行偵破了多年前的一宗命案。 |
| 王德枫                    | 皇太子朱祐樘        |                       | 第37集末登基繼位為明孝宗 | 一直和「齊王」朱見溢爭奪皇位，明爭暗鬥。在第37集時獲冊封為儲君，最後在残酷的皇位争夺中成为皇帝，繼位後成為明孝宗。 第39集皇上從太醫口中證實先皇身體十分康健，脈象平和並非體弱多病，終得知是自己母后毒死父皇。之後皇上無視劉吉、徐渭及薛皇太后的勸阻及反對，決心御駕親征討伐齊王。 第40集皇上先召見申力行，然後率領大明軍隊在山海關御駕親征討伐齊王, 最終取得成功, 明軍亂箭射死齊王，以及捕獲蘇溢清押解她回京城並關押在刑部大牢。皇上御駕親征成功殺死齊王後回朝後在大殿上讓趙無極當著一眾大臣面前宣讀聖旨："劉吉身為首輔大臣，利用先皇與皇太后的信任，設計陷害忠良，並勾結刑部尚书徐尉等人，建立朋黨，擴大羽翼，妄想叛亂朝廷，現革職查辦，打入大牢候審"；在劉吉及徐尉被東廠太監捉走後，皇上接著親口宣佈："今日朕要嚴查劉黨，與此相互勾結，犯上作亂者，絕不姑息"。一天早上，皇上與皇太后用膳時在名冊上用紅色毛筆圈著劉吉及徐尉的名字，向太后表明一定要殺掉劉、徐二人否則難以向百官和天下人交代，又指自己繼承帝位乃是天命所為，與二人絕無關係，又警告太后不要插手干預朝政；皇上後派趙無極到東廠大牢御賜兩杯毒酒賜死劉吉及徐尉。之後皇上揭發太后毒死先皇，太后拒絕認錯反辯稱是為了當時身為皇太子的皇上好，為他能繼承皇位所做，最後皇上下旨讓太后回到自己為她所準備用於頤養天年的花園。 在本劇結局時，皇上下旨赦免申力行的罪，又把親筆手諭由趙無極轉交申力行手上讓申力行可到刑部大牢接蘇溢清出獄，獲申力行稱讚他是一個好皇帝；最後皇上派人在膳食中下毒賜死趙無極。 |
| 沈保平                    | 刘吉                | 譚漢華                | 皇子老師及內閣首辅大臣 | 權傾朝野，「滿朝文武皆為劉黨」，因為朝中絕大部份大臣均為劉吉學生或者與劉吉有重大利益關係，例如徐尉及曹淵；劉吉一直與「齊王」朱見溢及趙無極為權力明爭暗鬥。劉吉以前為皇子老師曹淵的老師，視曹淵為自己心腹，後因曹淵在第12集被殺而派錦衣衛在兇案現場逮捕申力行，誣告申力行為殺死曹淵的兇手並把其關進錦衣衛昭獄，更在沒有查清楚事件真相前連夜判處申力行「斬監候」（相等於死刑），希望藉殺死申力行及蘇溢清二人一舉殲滅齊王勢力（因申力行及蘇溢清一直助齊王查案而被劉吉一伙視為齊王心腹）。最終在第14集因趙無極向皇上面前直諫劉吉、徐尉二人的罪行及殺害曹淵的真兇為錦衣衛都指揮使劉進，以及劉氏一夥誣陷申力行父子一事，令皇上龍顏大怒，最後皇上下旨 "釋放申力行，緝拿劉進，加封申力行為六扇門副統帶，追查劉進一案，劉吉及徐尉瀆職，留職察看，以觀後效"。申力行終得以沉冤得雪洗脫殺人罪名，而劉吉的陰謀則徹底失敗。第16集因皇上把皇子結交宣府總兵一事歸咎於曹淵生前對往皇子的教導，下旨把曹家抄家，曹家從此沒落，並導致劉吉一夥勢力大為削弱。 第30集下令刑部處死萬柳。 第34集被單青誣告自己幕後指使她殺申梓木以及自己私交薊遼總督張强（但實際上是齊王私交薊遼總督張强）。 第38集新皇帝（即明孝宗朱祐樘）繼位後，下聖旨加封劉吉為「護國公」，以酬謝劉吉“曾擔任皇子老師，忠心耿耿培育太子，危難之時又識破齊王陰謀，力挽狂瀾，朝佐皇帝登基。” 第39集劉吉、徐尉及薛皇太后一起勸阻及反對皇上御駕親征討伐齊王，但皇上心意已決，無視三人的一切阻止。 第40集：劉吉及徐尉在皇上在大殿上由趙無極當著一眾大臣面前宣讀聖旨，把二人革職查辦，打入大牢候審。之後二人在東廠大牢內遇見申力行，劉吉問申力行是否皇室血脈，申力行則說自己是否大皇子有何所謂，又指出自己沒有為君的才能就應該給明君（他指的是當今皇上明孝宗朱祐樘）讓道，這才有益於天下蒼生；劉、徐二人覺得申力行匪夷所思。劉吉及徐尉最後在東廠大牢被皇上御賜兩杯毒酒賜死，喝酒後倒地嘔白泡毒發身亡，屍首被抬出大牢。 |
| 李东恒                    | 肖俊                |                       | 關外武林中人 | 幫助申梓木在關外鐵嶺衛查案，但於第26集被劉進殺死。 |
| 左柏学                    | 徐尉                |                       | 刑部尚书；劉吉以前的學生及心腹 | 與劉吉以及錦衣衛同伙，一直與「齊王」朱見溢及趙無極為權力明爭暗鬥。劉吉及徐尉因曹淵在第12集被殺而派錦衣衛在兇案現場逮捕申力行，誣告申力行為殺死曹淵的兇手並把其關進錦衣衛昭獄，更在沒有查清楚事件真相前連夜判處申力行「斬監候」（相等於死刑），希望藉殺死申力行及蘇溢清二人一舉殲滅齊王勢力（因申力行及蘇溢清一直助齊王查案而被劉吉一伙視為齊王心腹）。最終在第14集因趙無極向皇上面前直諫劉吉、徐尉二人的罪行及殺害曹淵的真兇為錦衣衛都指揮使劉進，以及劉氏一夥誣陷申力行父子一事，令皇上龍顏大怒，最後皇上下旨 "釋放申力行，緝拿劉進，加封申力行為六扇門副統帶，追查劉進一案，劉吉及徐尉瀆職，留職察看，以觀後效"。 第39集劉吉、徐尉及薛皇太后一起勸阻及反對皇上御駕親征討伐齊王，但皇上心意已決，無視三人的一切阻止。 第40集：劉吉及徐尉在皇上在大殿上由趙無極當著一眾大臣面前宣讀聖旨，把二人革職查辦，打入大牢候審。之後二人在東廠大牢內遇見申力行，劉吉問申力行是否皇室血脈，申力行則說自己是否大皇子有何所謂，又指出自己沒有為君的才能就應該給明君（他指的是當今皇上明孝宗朱祐樘）讓道，這才有益於天下蒼生；劉、徐二人覺得申力行匪夷所思。劉吉及徐尉最後在東廠大牢被皇上御賜兩杯毒酒賜死，喝酒後倒地嘔白泡毒發身亡，屍首被抬出大牢。 |
| 张可霏                    | 曹杨氏              |                       | | |
| 白姍                      | 薛皇后              |                       | 皇后→第37集末成為皇太后 | 多年前仍為妃子時指使江陵、林蓉二人「狸貓換太子」換走萬貴妃誕下的大皇子並要求江、林二人殺死大皇子，後來在自己當上皇后後極力隱瞞此事，為栽培自己誕下的皇子朱祐樘將來繼承皇位不擇手段。 第37集最後部份講述薛皇后在皇上召見齊王與申力行後的當晚覲見皇上並送了一碗當中混有毒藥的梨湯給皇上喝，皇上喝完毒梨湯後與薛皇后爭吵一頓後被她氣得吐血倒地不醒後駕崩，由皇太子朱祐樘繼承皇位（是為明孝宗），薛皇后則成為皇太后。 第39集劉吉、徐尉及薛皇太后一起勸阻及反對皇上御駕親征討伐齊王，但皇上心意已決，無視三人的一切阻止。 第40集太后被皇上揭發毒死先皇，太后拒絕認錯反辯稱是為了當時身為皇太子的皇上好，為他能繼承皇位所做，最後皇上下旨讓太后回到自己為她所準備用於頤養天年的花園。 |
| 王岗                      | 曹淵                |                       | 皇子老師及國子監祭酒，為劉吉以前的學生及心腹，曹懿恩的父親                                                                                       | 第12集被神秘人暗殺身亡。隨後錦衣衛在兇案現場逮捕申力行，誣告申力行為殺死曹淵的兇手並把其關進錦衣衛昭獄，更在沒有查清楚事件真相前連夜判處申力行「斬監候」（即死刑）。之後申力行為查清事件真相及找出真兇洗脫殺人罪名，在申梓木、蘇溢清、龔芮溪及六扇門眾人協助下成功逃出昭獄。第14集中趙無極向皇上揭發殺害曹淵的真兇實際為錦衣衛都指揮使劉進，申力行終得以沉冤得雪洗脫殺人罪名，而劉吉的陰謀則徹底失敗。第16集因皇上把皇子結交宣府總兵一事歸咎於曹淵生前對往皇子的教導，下旨把曹家抄家，曹家從此沒落，並導致劉吉一夥勢力大為削弱。 |
| 周小飞                    | 单青                |                       | 齊王一生最愛的女人；蘇溢清師傅（實際為蘇溢清的親生母親，但母女從未相認，蘇溢清甚至從來不知單青為自己親生母親，甚至在單青死時亦不能見她最後一面） | 被薊遼總督張强囚禁在關外鐵嶺衛的薊遼總督軍營內，後被劉進挾持作人質押回京城與劉吉交易，第27集無意中與蘇溢清見面相認，並交代自己一直為齊王辦事，後來於大街上誤會申梓木與錦衣衛同流合污，與申梓木打鬥時被用武功與鋼針誤殺他。 後來單青得知齊王派人護送自己離開京城實際是送自己到關外的薊遼總督軍營內並預先以密函要求張強殺掉她，憤而逃回齊王府想找齊王理論甚至想殺他，但反被齊王點穴制服綑綁，後交代自己不僅為蘇溢清的師傅，更是蘇的親生母親。原來單青以前被皇上派到齊王身邊的一名侍衛長蘇長綿侵犯後誕下蘇溢清，齊王之後殺掉蘇長綿並把蘇溢清當作親生女兒般照顧撫養成人。 第34集受齊王指使在萬花樓一劍刺死曹懿恩後被六扇門逮捕關進大牢，毒發臨死前向申力行坦白承認自己便是殺死申梓木的真兇，而且把一封血書交給申力行以誣告劉吉幕後指使自己殺申梓木以及劉吉私交薊遼總督張强（但實際上是齊王私交薊遼總督張强），而殺曹懿恩是為報復劉吉（因為劉吉與曹淵情同父子），之後單青便毒發身亡，而申力行便把血書托趙無極連夜送進皇宮交給皇上聽侯發落。 |
| 张春仲 （年輕時代：鍾鳴） | 江陵                |                       | 先皇身邊的梳頭太監；焦溪（原名：林蓉）的表哥 | 為趙無極的師傅，在趙無極年少時淨身入宮後栽培趙無極助其獲得名利以及權傾朝野的地位。多年前被傳在一場瘟疫中死去，但實際是與林蓉（林蓉出宮後改名焦溪）出宮後隱姓埋名在河間府生活，江陵與焦溪後被申力行及蘇溢清二人在河間府尋獲並帶回京城在齊王府暫時住下，江陵並與趙無極師徒相認；齊王希望帶江、焦二人入官覲見皇上指證當今皇后以前指使二人「狸貓換太子」（當今皇后多年前仍為妃子時指使江陵、林蓉二人「狸貓換太子」換走萬貴妃誕下的大皇子並要求江、林二人殺死該小皇子，但江、林二人不忍心殺死小皇子遂把大皇子偷偷交給皇宮外一名名叫張永的禁軍首領帶走偷運出宮，江、林二人則出宮後隱姓埋名在河間府生活，直至被申力行及蘇溢清二人在河間府尋獲並帶回京城），以此事扳倒皇后、皇太子及劉吉一夥勢力，但江陵則希望齊王治好焦溪的病才入宮面聖。 第35集最後部份講述江陵本來跟隨齊王及趙無極入官覲見皇上講出「狸貓換太子」一事，但竟在皇宮門外被錦衣衛射出的毒箭射傷，後經太醫診治後得知自己已無藥可救，遂與焦溪向齊王講出當年「狸貓換太子」一切，江陵臨死前更要求齊王帶自己到劉吉府上救回申力行以報答申力行之前對自己的救命之恩（因為第35集講述申力行在鬆江與蘇溢清為在劉吉及錦衣衛手中救回焦溪遂易容假扮江陵，後來蘇溢清救走焦溪，而申力行則被揭穿假扮江陵被劉吉一夥挾持作人質）。 在第36集，江陵以匕首威脅劉吉放走齊王及申力行否則便自刎令劉吉永遠無法得知自己當年秘密，劉吉放走二人後本欲迎接江陵入府，但此時江陵毒發吐血身亡；劉吉得知江陵被錦衣衛射出的毒箭射傷一事後怒斥孫乾在箭上下毒壞自己大事，因自己永遠無法得知江陵當年秘密。 |
| 童彤 （年輕時代：邱箫婵） | 焦溪 （原名：林蓉） |                       | 江陵的表妹 | 真正身份為前皇后身边的得力亲信林蓉，出宮後隱姓埋名並改名焦溪在河間府生活。江陵與焦溪後被申力行及蘇溢清二人在河間府尋獲並帶回京城在齊王府暫時住下，江陵並與趙無極師徒相認；齊王希望帶江、焦二人入官覲見皇上指證當今皇后以前指使二人「狸貓換太子」（當今皇后多年前仍為妃子時指使江陵、林蓉二人「狸貓換太子」換走萬貴妃誕下的小皇子並要求江、林二人殺死該小皇子，但江、林二人不忍心殺死小皇子遂把大皇子偷偷交給皇宮外一名名叫張永的禁軍首領帶走偷運出宮，江、林二人則出宮後隱姓埋名在河間府生活，直至被申力行及蘇溢清二人在河間府尋獲並帶回京城），以此事扳倒皇后、皇太子及劉吉一夥勢力，但江陵則希望齊王治好焦溪的病才入宮面聖。 第36集在江陵毒發吐血身亡後，焦溪在齊王府要求申力行及蘇溢清二人替江陵尋回當年送出宮後失蹤的大皇子，後來支開二人後在房間懸樑自盡身亡，在遺書中要求申、蘇二人找回江陵屍首後把江陵與焦溪二人合葬。 |
| 李耀景                    | 張强                |                       | 薊遼總督 | 為申梓木同鄉及同期武舉。與齊王私交及暗中勾結，曾在關外鐵嶺衛的薊遼總督軍營內囚禁單青，但後來單青被逃亡的劉進擄回京城作為與劉吉的交易籌碼。 第38集齊王與申力行及蘇溢清逃出京城逃到薊遼總督軍營投靠張强，本來張強不欲接待三人以免被皇上知道落得謀反罪名令全家人頭不保，但齊王則以自己與張強過從甚密以及多年來送了不少金銀財寶給張強，更把賬目記得清清楚楚，威脅張強若不見他們三人就把賬目送到督軍手上，屆時張強全家亦是人頭不保，終逼得張強接待齊王三人。雖然齊王一直勸說張強跟隨自己起兵謀反爭奪皇位，但張強堅決拒絕以免落得謀逆罪名令全家人頭不保，更決定在翌日以送家眷出遊為藉口送齊王三人離開鐵嶺衛甚至離開大明疆土。雖然張強拒絕起兵謀反，但亦不出賣齊王，拒絕把齊王三人交給前去捉拿他們的東廠眾太監，甚至不惜殺死欲入軍營的太監。 第39集齊王為迫張強跟隨自己起兵謀反爭奪皇位竟先點了張強穴道使其動彈不得，更派蘇溢清綁架其妻兒及要脅殺死其兒子迫張強就範，終逼使張強同意隨自己「討逆」。張強之後告知申力行「蘇溢清是單青的親生女兒」、齊王與單青的密切關係，而張強甚至指單青殺申梓木是齊王一手策劃的，更令申力行決心離開齊王，並勸告張強一同離開，但張強以齊王用其妻兒性命威脅自己而拒絕，最終申力行獨自離開薊遼總督軍營。後來齊王因為張强勸申力行離開了自己，自己失去了申力行這個大皇子，謀反頓變「師出無名」而勃然大怒，除了與張强在軍營外打了一頓，最終張强因為無論如何都不肯交代申力行下落而導致其妻子當著張强及其兒子面前被齊王一刀殺死。張强後來告知蘇溢清她是單青的親生女兒、齊王與單青20多年前一切往事，及勸蘇溢清離開齊王，但遭到她斷然拒絕及拒絕相信這一切。蘇溢清後來想清楚欲帶張强兒子去找張强讓兩父子一同離開，可惜被齊王發現，她本想阻擋齊王，但可惜最終被齊王一刀殺死張强兒子。 張強得知齊王殺死兒子後大為憤怒要為妻兒報仇，與齊王搏鬥，最終張強被齊王一刀割斷喉嚨身亡。                                                                |
| 周帥                      | 劉進                |                       | 錦衣衛都指揮使 | 為劉吉同鄉，武功高強，獲其推薦入錦衣衛為明朝皇室效力10多年，一直聽命於劉吉並為其辦事，但實際上一直暗中效力趙無極，被趙無極派到劉吉身邊潛伏多年。第12集殺害曹淵，到第14集時被皇上下旨緝拿淪為通緝犯逃到位於關外的薊遼總督軍營。劉進在軍營擄走被囚禁的單青逃回京城作為與劉吉的交易籌碼（因單青與齊王關係密切，劉進把其交給劉吉一夥，希望助劉吉一夥打敗齊王一夥從而獲得自己效力朝廷多年應得的東西）。 劉進一直心儀及追求教坊司花魁月秀，而月秀在劉進逃回京城後提供住宿處助其躲藏。第27集被孫乾帶領一眾錦衣衛圍捕，最終更被孫乾一刀刺穿喉嚨身亡，以及被孫乾取代自己成為新的錦衣衛都指揮使。 |
| 龍昇                      | 孫乾                |                       | 錦衣衛百户，劉進部下，後來殺死並取代劉進成為新的錦衣衛都指揮使                                                                                   | 為人心狠手辣，不擇手段，於第2集殺害錦衣衛原本的百戶方毅並取而代之。一直聽命於劉吉並為其辦事，後來在劉進淪為通緝犯失勢時更想殺其並取而代之。第27集帶領一眾錦衣衛圍捕劉進，最終更一刀刺穿劉進喉嚨使其身亡，以及取代劉進成為新的錦衣衛都指揮使。 |
| 白海龙                    | 方毅                |                       | 錦衣衛前百户 | 於第2集被自己在錦衣衛的部下孫乾殺死。 |
| 罗霆                      | 龚元枚              |                       | 龔芮溪父親，亦為申梓木旗下田地的一個佃戶，但二人感情很好，猶如兄弟及朋友                                                                         | 龔元枚、申梓木及李威三人不僅是多年好友，三人更是20多年前一起出宮的禁軍，之後為躲避皇后等人追殺遂隱藏大皇子的秘密，隱姓埋名地在通州生活。 |
| 涂黎曼                    | 月秀                |                       | 教坊司花魁，為錦衣衛都指揮使劉進的心儀及追求對象                                                                                                 | 在劉進逃回京城後提供住宿處助其躲藏。 |
| 张海宇                    | 万柳                |                       | 殺害太監案件的真兇 | 為謀財害命與高士奇殺死太監而被判死刑，但萬柳殺死的不是真正的江陵而只是江陵找來的替死鬼而已。第30集與親弟弟萬楊因食了混有毒的飯菜後死在刑部大牢裡內。 |

### 特别出演
| 演员 | 角色 | 粤语配音 （奇妙電視） | 身份       | 备注                            |
| 罗晋 | 孙鑫 |                       | 齐王的手下 | 於第1集被欲殺害齊王的殺手殺死。 |

## 製作人員
- 出品人：徐子泉、孙忠怀
- 制作人：张强
- 制片人：林国华
- 监制：韩志杰、唐海岩、王娟、邹赛光
- 导演：唐迪、何澍培
- 副导演（助理）：黄巾龙、赵浩、张明敏
- 编剧：徐小朋、付斌
- 摄影：陈雨洲、黄壮秋
- 配乐：麦振鸿
- 剪輯指導：曹伟杰
- 剪輯：潘軍、賈建萍、楊雪儀
- 选角导演：辛伟民、邓先斌
- 配音导演；王凯
- 艺术指导：曾明辉
- 美术设计：陈鑫
- 动作指導：薛文华、谢苗
- 造型设计：陈顾方
- 服装设计：劳伦斯·许
- 化妝指導：曾明輝
- 灯光：毛建新

## 音乐原声
| 歌曲       | 作词                           | 作曲                    | 编曲         | 主唱 | 監製 | 备注   |
| 我不再相信 | 陳立志 Suyin Goan Kenix Cheang | Suyin Goan Kenix Cheang | Kenix Cheang | 林峯 | 舒文 | 片尾曲 |

## 宣傳發行
- 2015年3月7日，导演何澍培、制片人林国华，与剧中主演方中信、迪丽热巴、应昊茗及郭芮溪在杭州举办了开机发布会。[4]

## 幕后花絮
- 此劇為林峯和方中信繼《愛情新呼吸》後的第二次合作。

- 林峯在拍摄骑马戏的时候不用踩板凳，而是直接翻身上马，他在拍摄中还会跟马儿说话。

- 戏外林峯和方中信对迪丽热巴照顾有加：拍骑马戏时，林峯会告诉热巴怎样骑马比较安全，有一场悬崖勒马的戏是两个人一起在马背上，林峯一直回头查看热巴是否安全；方中信在拍打戏的时候也是尽量控制力度，以免伤到对方。

- 将要杀青的时候，林峯在片场门外跌倒，左脚踩中碎石，导致脚跟骨裂，医生称至少六星期伤口才愈合。尽管如此，对于重头打戏部分，林峯坚持亲身上阵拍摄，部分镜头才用替身顶上。[5]

- 迪丽热巴和林峯都是吃货，迪丽热巴有一个专门装零食的箱子。而林峯经常会经常分享一些特别好吃的、迪丽热巴之前都没有见过的零食，吃货迪丽热巴会默默地把这些照下来，然后回去依着照片买。

- 方中信原本在拍完《芈月传》之后不会拍古装剧，之所以再次出演古装剧是因为在《六扇门》中饰演反派很有挑战性，而且《六扇门》在6月就会完成拍摄不会很热。[6]

- 该剧是劳伦斯·许担任造型指导的第一部电视剧，为了追求效果，剧中主角所用服装均为高定面料制作。[7]

- 有一场迪丽热巴背着林峯奔跑的戏，先是导演背了背林峯觉得有点沉，决定用男替身代替迪丽热巴背，可没等大家反应过来，迪丽热巴已经“嗖”地背起林峯，还轻松的跑了两圈。

- 快杀青时，在剧中以脑力取胜的林峯向导演主动请缨，要演打戏。谁知获准拍打戏的林峯一进场便不小心踩到了碎石，导致骨裂，最后在热巴的协助下完成的达成心願拍了一组动作戏。

- 爱好美食的林峯会随身携带一个大箱子，分给热巴和其他小伙伴吃。

- 有一次拍戏马受到了惊吓，林峯赶紧跳下马冲过去救热巴。[8]

## 外部連結
- 六扇门的新浪微博
- 《六扇門》香港奇妙電視主頁
- 《六扇門》香港有線電視官方網站 （页面存档备份，存于）

| 马来西亚 Astro全佳HD 星期一至四 20:30 - 21:30 · 星期日 13:00 - 17:00(四集重播) | 马来西亚 Astro全佳HD 星期一至四 20:30 - 21:30 · 星期日 13:00 - 17:00(四集重播) | 马来西亚 Astro全佳HD 星期一至四 20:30 - 21:30 · 星期日 13:00 - 17:00(四集重播) |
| ------------------------------------------------------------------------------ | ------------------------------------------------------------------------------ | ------------------------------------------------------------------------------ |
|                                                                                | 六扇門 （2016年8月31日-11月8日）                                               |                                                                                |
| 聊齋新編 （2016年6月29日-8月30日）                                             | 解憂公主 (2016年11月9日-2017年1月18日）                                        |                                                                                |

| 新加坡 佳乐台 星期一至五 22:00 - 22:50       | 新加坡 佳乐台 星期一至五 22:00 - 22:50        | 新加坡 佳乐台 星期一至五 22:00 - 22:50 |
| -------------------------------------------- | --------------------------------------------- | -------------------------------------- |
|                                              | 六扇門 （2016年9月30日-11月24日）             |                                        |
| 蜀山战纪之剑侠传奇 （2016年7月15日-9月29日） | 親愛的翻譯官 （2016年11月25日-2017年1月23日） |                                        |

| 香港 奇妙77台 星期一至五 20:30 - 21:30 | 香港 奇妙77台 星期一至五 20:30 - 21:30 | 香港 奇妙77台 星期一至五 20:30 - 21:30 |
| -------------------------------------- | -------------------------------------- | -------------------------------------- |
|                                        | 六扇門 （2017年5月15日-2017年6月30日） |                                        |
| 頻道開播                               | 我的金雨 （2017年7月3日-2017年8月1日） |                                        |

| 泰國 Channal 3 SD (28) 星期二至四 21:00 - 22:00 | 泰國 Channal 3 SD (28) 星期二至四 21:00 - 22:00                                       | 泰國 Channal 3 SD (28) 星期二至四 21:00 - 22:00 |
| ----------------------------------------------- | ------------------------------------------------------------------------------------- | ----------------------------------------------- |
|                                                 | 六扇門 The Legend of Liu Shan Men ลิ่วซ่านเหมิน สำนักพิทักษ์คุณธรรม （2017年7月26日-10月31日） |                                                 |
| —                                               | —                                                                                     |                                                 |

| 泰國 泰國第3電視台 (33) 星期一至五 01:18 - 01:48                | 泰國 泰國第3電視台 (33) 星期一至五 01:18 - 01:48                                    | 泰國 泰國第3電視台 (33) 星期一至五 01:18 - 01:48 |
| --------------------------------------------------------------- | ----------------------------------------------------------------------------------- | ------------------------------------------------ |
|                                                                 | 六扇門 The Legend of Liu Shan Men ลิ่วซ่านเหมิน สำนักพิทักษ์คุณธรรม （2020年11月6日-2020年） |                                                  |
| 孤芳不自賞 General and I ศึกรักพิชิตบัลลังก์ （2020年4月27日-11月5日） | —                                                                                   |                                                  |